# Косовска операция (1944)
Вижте пояснителната страница за други значения на Косовска операция.
Косовската операция е настъпателна операция на българската армия по време на участието на България във Втората световна война срещу войски на Третия райх (малко повече от две дивизии), разположени в района на Майдан планина, Преполац и планината Голак. Проведена е в периода 21 октомври - 21 ноември 1944 г. Целта ѝ е да се прекъсне пътя на оттеглящите се от Гърция група армии „Е“ на Вермахта.
Втора българска армия, Бронираната бригада, 4-ти конен полк, съвместно с X бригада от Югославските народоосвободителни войски и български партизански отряд от района на Полатна, предприемат настъпление и в периода 21 октомври - 6 ноември пробивайки успешно отбраната на противника и завземат град Подуево. До 21 ноември хитлеристките войски са напълно разгромени и в ръцете на българската армия попадат Прищина, Вучитрън и други населени места в Косово поле. До края на месеца подразделения на 9-а пехотна дивизия преследват оттеглящия се противник и достигат до рубежа Рашка – Нови пазар. Настъплението на българската армия е подкрепено и от италиански войски на Девета италианска армия в Албания и на Албанската народноосвободителна войска които преграждат пътищата на отстъпление на германските войски и балистките албански националисти и редица германски части и албански балистки подразделения попадат в италиански плен.
С Косовската операция завършва първата фаза на участието на България във Втората световна война на страната на антихитлеристката коалиция.